# كارولين همر
كارولين همر (بالدنماركية: Caroline Hammer)‏ هي مصورة دنماركية، ولدت في 28 أكتوبر 1832، وتوفيت في 12 يناير 1915 في Fredensborg ‏ في الدنمارك.